# Полевой (Ставропольский край)
Полево́й — посёлок в Петровском районе (городском округе) Ставропольского края России.

## Географическое положение
Поселок находится в Предкавказье, на Прикалаусских высотах Ставропольской возвышенности, на реке Калаус.
Расстояние до краевого центра: 75 км. Расстояние до районного центра: 19 км.

## История
Основан в 1932 году как посёлок отделения № 1 совхоза «Петровский».
21 сентября 1964 посёлок переименован в Полевой.
До 1 мая 2017 года входил в состав муниципального образования «Сельское поселение Прикалаусский сельсовет».

## Население
| 1989 | 2002 | 2010 | 2014 | 2023 |
| ---- | ---- | ---- | ---- | ---- |
| 212  | ↗271 | ↘239 | ↗300 | ↘254 |

По данным переписи 2002 года, 88 % населения — русские.